# エカテリーナ・ゴルデーワ
エカテリーナ・アレクサンドロヴナ・ゴルデーワ（ロシア語: Екатери́на Алекса́ндровна Горде́ева、1971年5月28日 - ）は、旧ソビエト連邦出身の女性フィギュアスケート選手。1988年カルガリーオリンピック、1994年リレハンメルオリンピックペア金メダリスト。1986年ペア最年少など世界選手権優勝4回。
パートナーは夫でもあったセルゲイ・グリンコフ。歴史の中で最も影響力があり、有名で、多くの人がこれまでで最高のペアの一組であると考えられている。
ロシア語読みでは「イカチリーナ・アリクサーンダラヴナ・ガルヂェーイェヴァ」が近い。

## 経歴

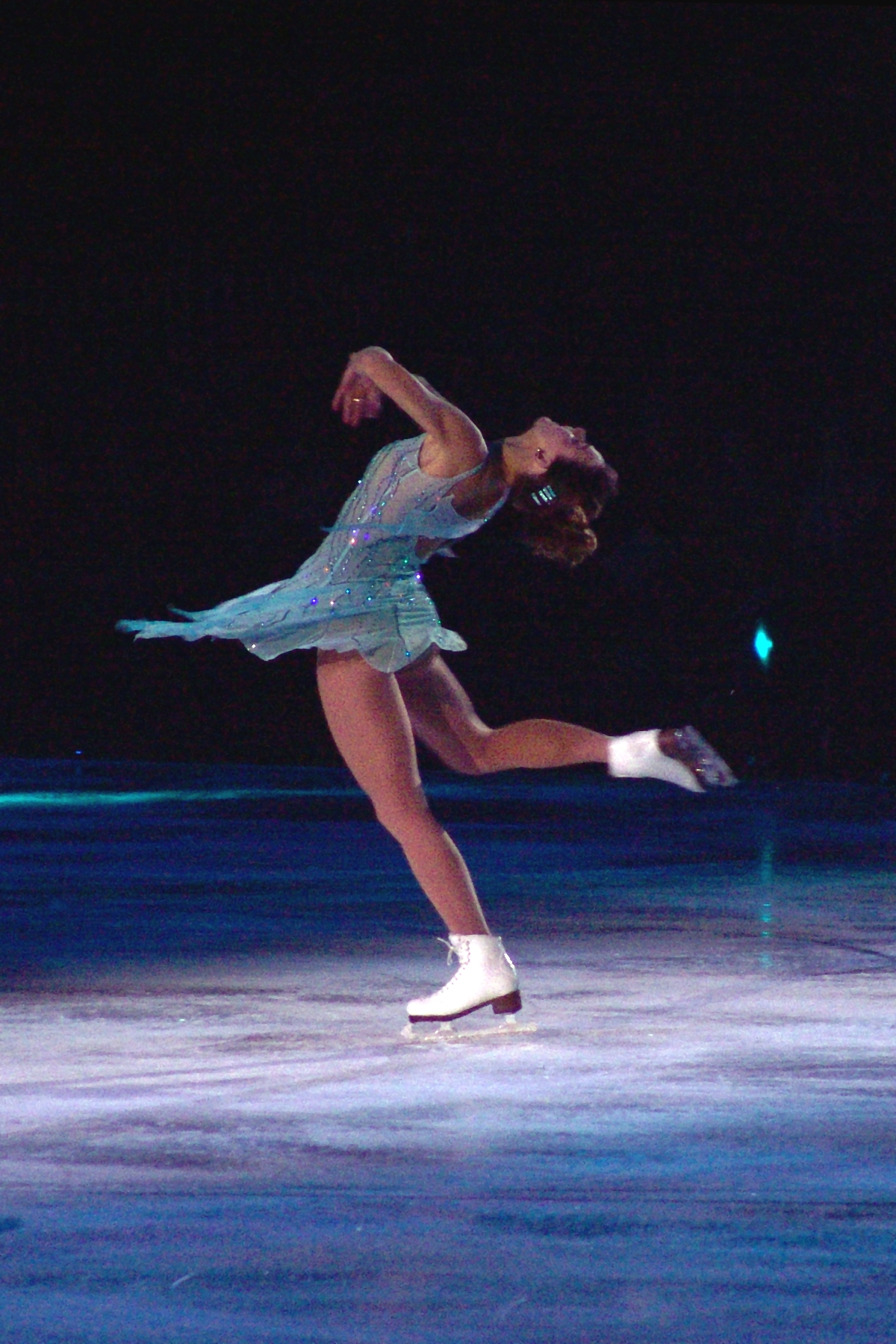
2007

4歳の時にCSKAモスクワスポーツスクールに入学し、スケートを始める。1981年Vladimir Zaharovコーチの指示で4歳上のセルゲイ・グリンコフとペアを組む。1983年ペア変更を拒否し、ナデジダ・ゴルシコワがコーチ、マリナ・ズエワが振付師になる。
1985年世界ジュニアフィギュアスケート選手権優勝。同年秋、シニアに転向し、スタニスラフ・ジュークにコーチ変更し、1986年世界フィギュアスケート選手権最年少優勝。
1986年7月スタニスラフ・レオノビッチにコーチ変更する。1987欧州選手権は失格。1987世界フィギュアスケート選手権優勝。
1988年カルガリーオリンピックで金メダルを獲得。
1989年、1990年と世界フィギュアスケート選手権優勝。直後アマチュアを引退し、プロに転向。1991年4月、セルゲイ・グリンコフと結婚。1992年9月、第一子長女を出産。
1993-1994年シーズンのプロ解禁に伴いリレハンメルオリンピックに出場し金メダルを獲得。オリンピック後には再びプロスケーターとして活動を始めた。
1995年11月20日、パートナーで夫でもあるセルゲイ・グリンコフが心臓発作のため死去。同年世界フィギュアスケート殿堂入り。
後に交際を始めたイリヤ・クーリックとの間に2001年6月第二子次女をもうけ、2002年6月10日クーリックと再婚するが、2015年にクーリックと離婚した。

## 主な戦績
| 大会/年        | 83-84 | 84-85 | 85-86 | 86-87 | 87-88 | 88-89 | 89-90 | 90-91 | 91-92 | 92-93 | 93-94 |
| -------------- | ----- | ----- | ----- | ----- | ----- | ----- | ----- | ----- | ----- | ----- | ----- |
| オリンピック   |       |       |       |       | 1     |       |       |       |       |       | 1     |
| 世界選手権     |       |       | 1     | 1     | 2     | 1     | 1     |       |       |       |       |
| 欧州選手権     |       |       | 2     | WD    | 1     |       | 1     |       |       |       |       |
| スケートカナダ |       |       | 1     | 2     |       |       |       |       |       |       | 1     |
| モスクワ国際   |       |       | 4     |       | 1     |       |       |       |       |       |       |
| NHK杯          |       |       |       |       |       |       | 1     |       |       |       |       |
| ロシア選手権   |       |       |       |       |       |       |       |       |       |       | 1     |
| ソビエト選手権 |       | 6     | 2     | 1     |       |       |       |       |       |       |       |
| 世界Jr.選手権  | 5     | 1     |       |       |       |       |       |       |       |       |       |
| 世界プロ選手権 |       |       |       |       |       |       | 2     | 1     | 1     |       | 1     |

## 著書
- 「My Sergei：A Love Story」(1996年)　※日本語版は、タイトル「愛しのセルゲイ」・訳石井苗子で、ベースボールマガジン社より出版
- 「A Letter for Daria」(1998年)　自身の娘ダリアのために母として書いた自伝的な手紙